# Ancienne église Saint-Pierre-Saint-Paul de Colombes
L'ancienne église Saint-Pierre-Saint-Paul de Colombes dans les Hauts-de-Seine est une église en ruines. Elle est située place du Général-Leclerc, au croisement de la RD 106 (avenue Henri-Barbusse), de la RD 13 (Boulevard de Valmy) et de la RD 986 (Tracé de la RN 186, rue Gabriel-Péri, rue du Bournard). Son clocher est inscrit à l'inventaire supplémentaire des monuments historiques depuis 1937.

## Histoire

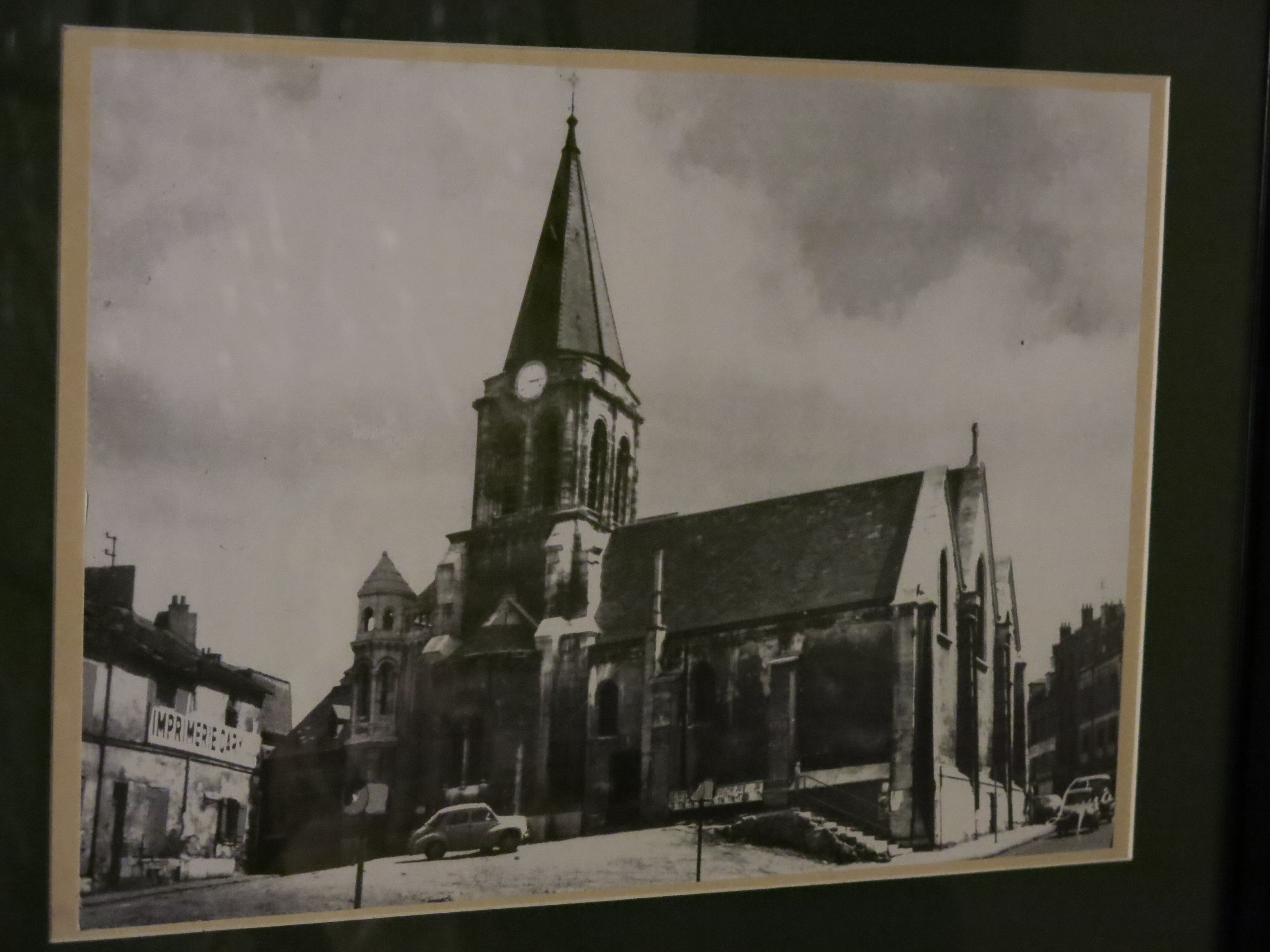
Vue de l'église vers 1950.

Édifié en remplacement d'un lieu de culte plus ancien, il ne reste de ce bâtiment du XIIe siècle que le clocher et quelques travées. Au XVIIe siècle, la partie occidentale de l’église est supprimée pour laisser le passage à une nouvelle route, qui deviendra la route nationale 186. La nef était de construction très postérieure au clocher, peut-être ajoutée par suite de l'accroissement du village. L'église fut maintes fois transformée pour être presque totalement détruite en 1968, afin d'élargir la rue. À cette occasion, des sarcophages mérovingiens y ont été retrouvés. Les éléments architecturaux qui subsistent furent sauvés grâce à un groupe de bénévoles. D'autres encore furent découverts, ainsi que des ossements humains, lors de travaux de stabilisation du clocher.
En 2016, des projets de restauration audacieux permettent de sauvegarder l'ancien clocher en tirant parti de l'aspect dramatique de ses ruines,.

## Paroisse
Bien que l'édifice ne soit plus utilisé pour la liturgie, il appartient à la Paroisse Saint Pierre-Saint Paul, ainsi que l’église du même nom qui, édifiée entre 1967 et 1968 par l’architecte Jean Hébrard, lui a succédé.

## Pour approfondir

### En images

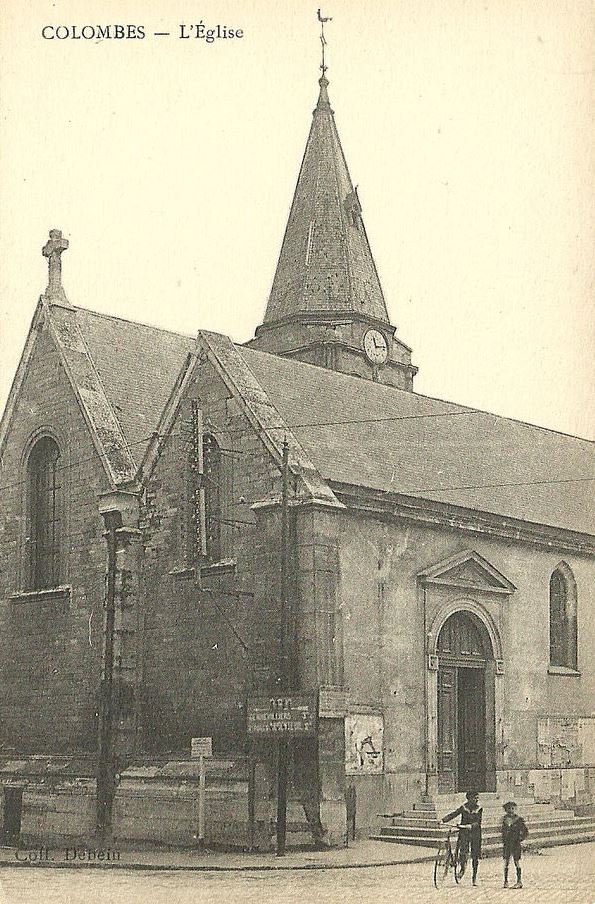
Colombes, ancienne église Sts Pierre&Paul
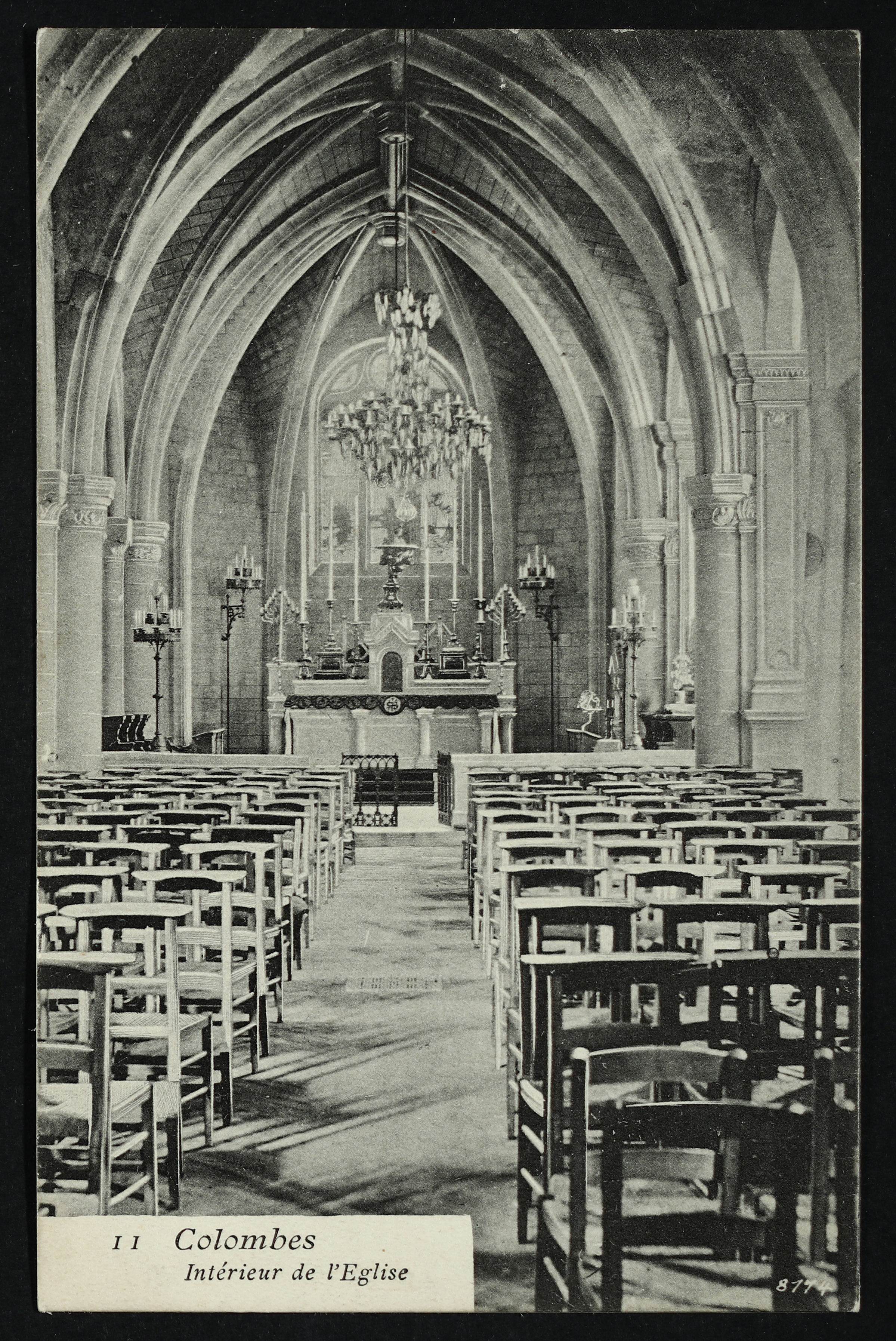
et sa nef.
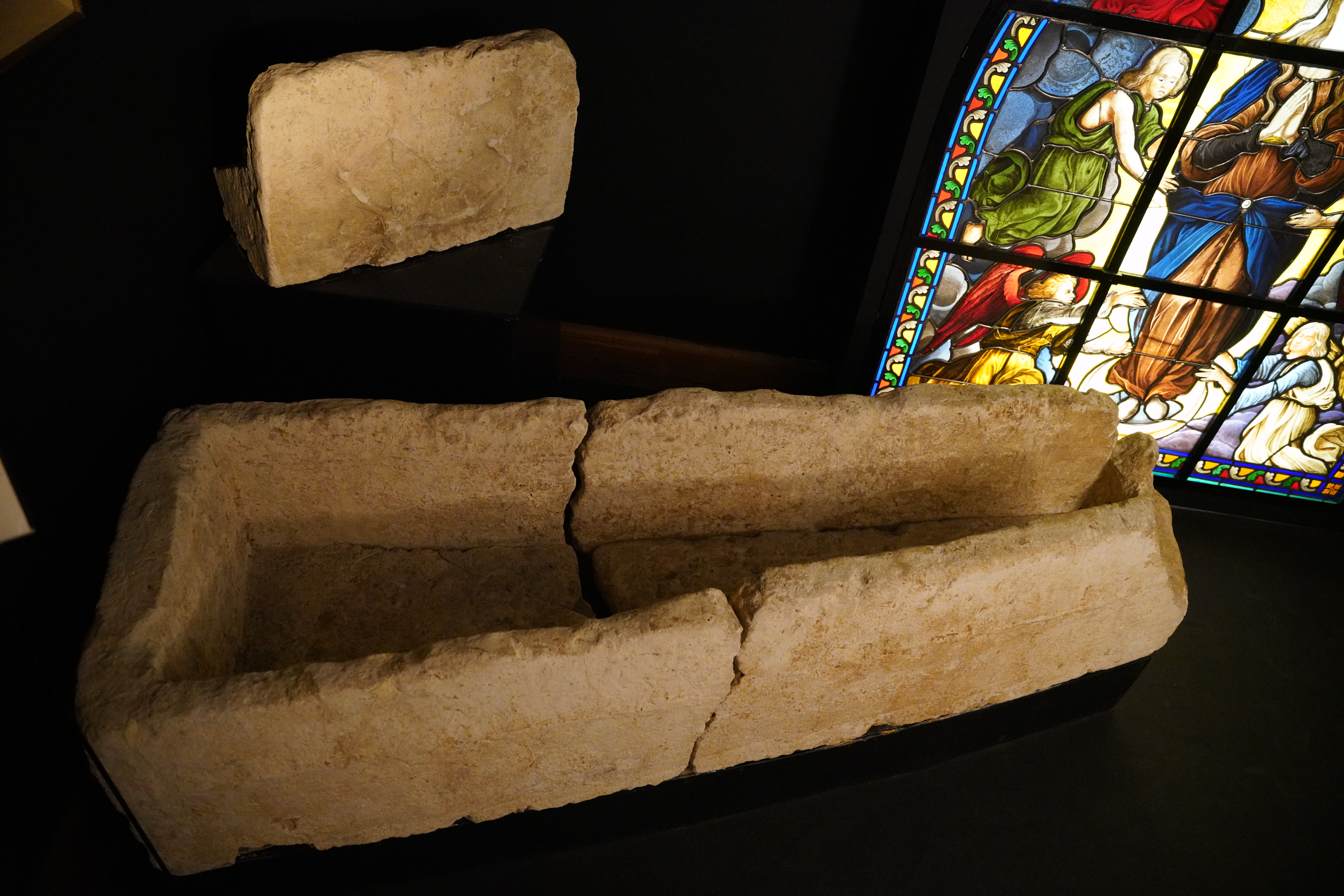
Sarcophage (VIe – VIIIe siècle) du cimetière, musée municipal d'Art et d'Histoire de Colombes,
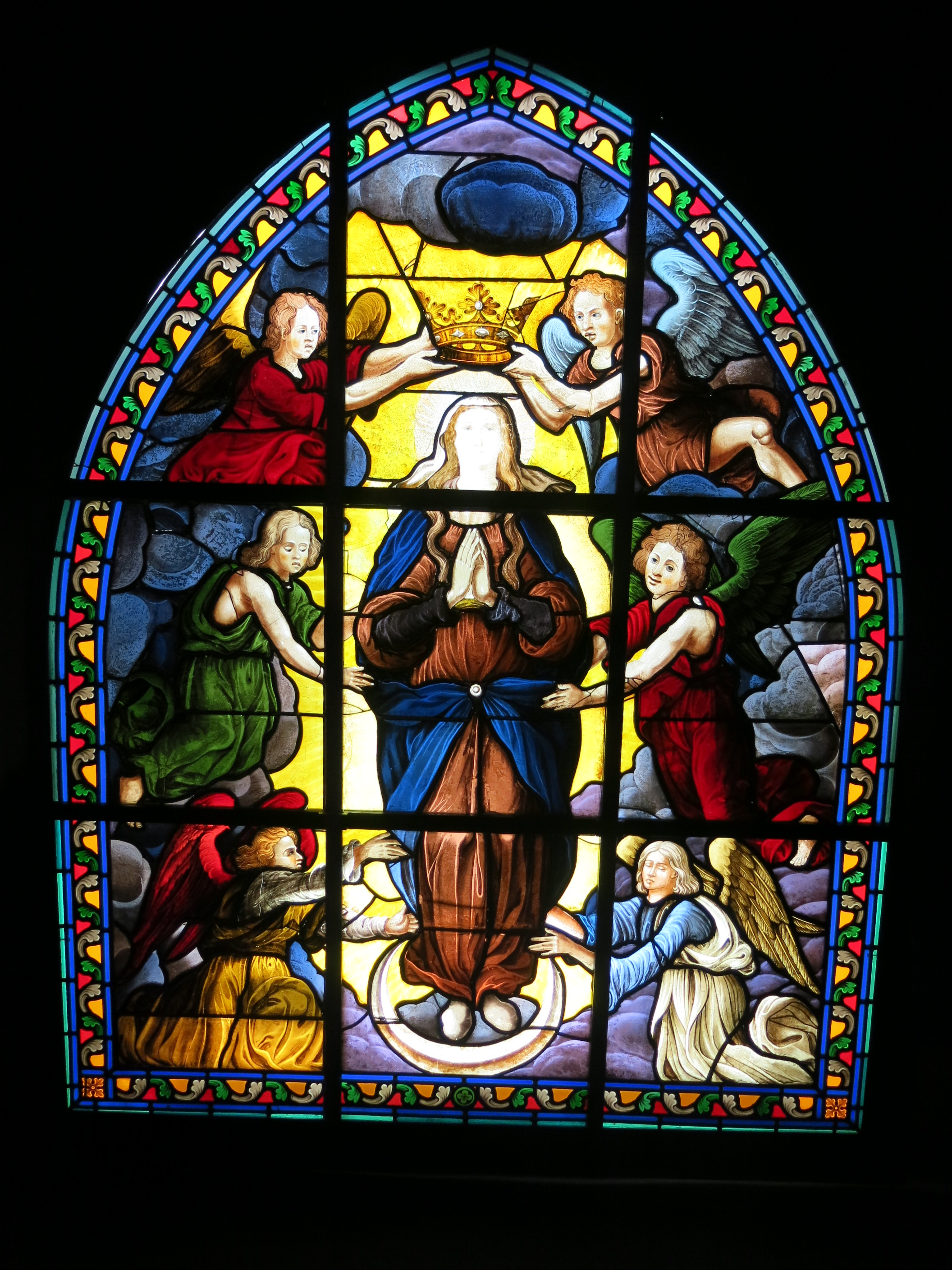
Vitrail de l'Assomption de l'église.
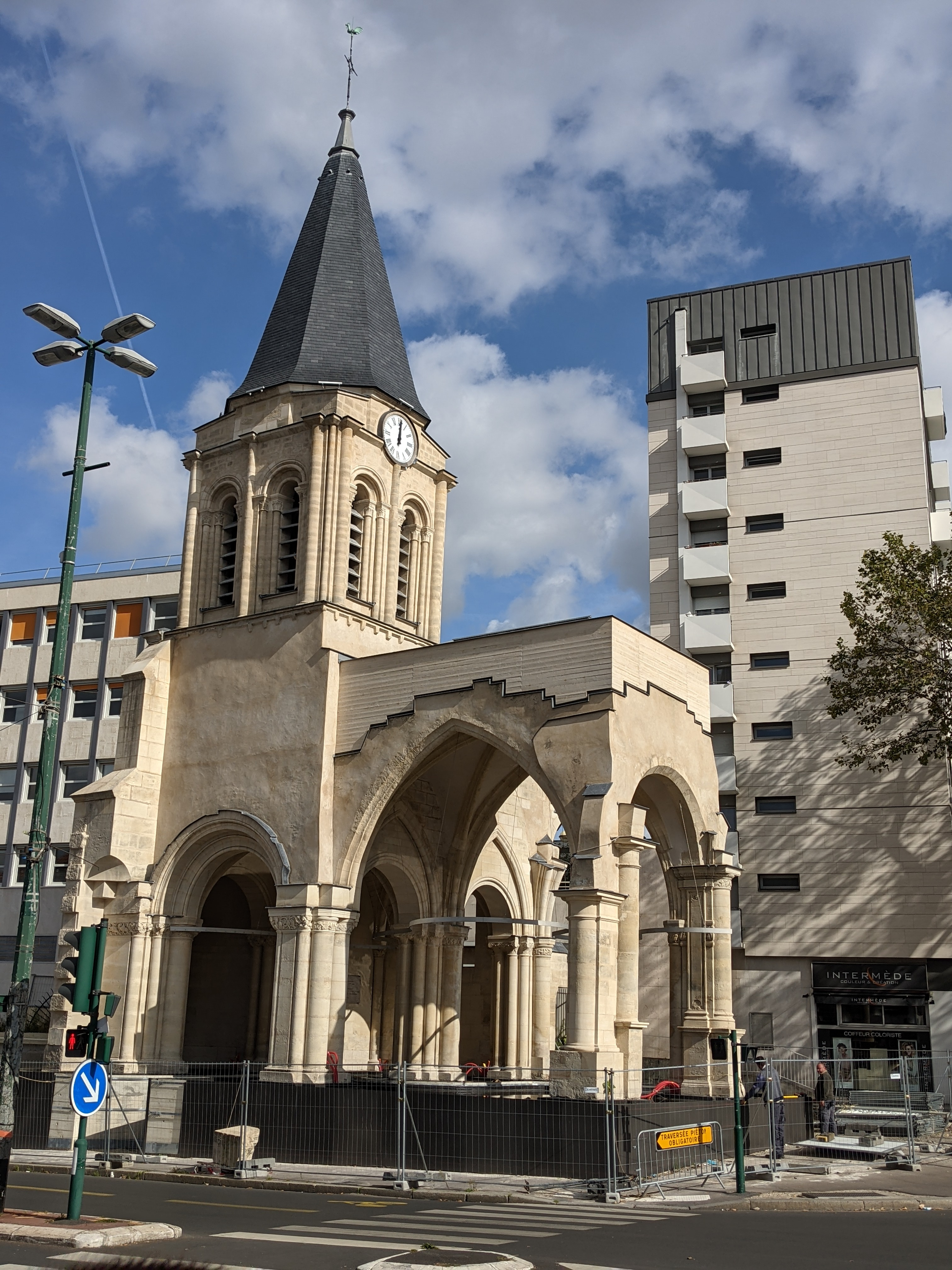
Les ruines rénovées en 2021.